# Stora Korplamm
Stora Korplamm är en sjö i Vansbro kommun i Dalarna och ingår i Dalälvens huvudavrinningsområde.